# Laodicea fertilis
Laodicea fertilis is een hydroïdpoliep uit de familie Laodiceidae. De poliep komt uit het geslacht Laodicea. Laodicea fertilis werd in 1884 voor het eerst wetenschappelijk beschreven door Lendenfeld. 